# Katarzynodar
Katarzynodar (biał. Кацярындаль, Kaciaryndal; ros. Катериндаль, Katierindal) – wieś na Białorusi, w obwodzie mińskim, w rejonie stołpeckim, w sielsowiecie Litwa, nad Sułą.
Współcześnie wieś częściowo obejmuje teren należący dawniej do wsi Rudziewicze.

## Historia
W dwudziestoleciu międzywojennym folwark leżący w Polsce, w województwie nowogródzkim, w powiecie wołożyńskim, w gminie Iwieniec, w pobliżu granicy ze Związkiem Sowieckim. W 1921 miejscowość liczyła 10 mieszkańców, zamieszkałych w 1 budynku, wyłącznie Polaków. 9 mieszkańców było wyznania rzymskokatolickiego i 1 prawosławnego.
Po II wojnie światowej w granicach Związku Sowieckiego. Od 1991 w niepodległej Białorusi.